# Christus Koning (Banholt)
Christus Koning is een standbeeld in de Nederlandse plaats Banholt, in de provincie Limburg.

## Achtergrond
Het monument werd gemaakt door de Maastrichtse beeldhouwer Sjef Eijmael. Het werd geplaatst nabij de Sint-Gerlachuskerk, op een hoekpunt tussen de Bredeweg en Dalestraat, en in juni 1954 ingezegend door pastoor Brouwers.

## Beschrijving
Het beeld toont een staande Christusfiguur, uitgevoerd als Koning van het heelal. Hij is omhangen met een mantel en draagt een kroon, scepter en rijksappel. De mantel wordt bijeengehouden door een speld met het christusmonogram.
Het beeld staat op een voetstuk met de tekst 

HULDE AAN CHRISTUS-KONING

Het staat in een perkje met drie bomen, omgeven door een laag hekwerk.